# Radoje Domanović
Radoje Domanović (cyr. Радоје Домановић; ur. 16 lutego (4 lutego według kalendarza juliańskiego) 1873 we wsi Ovsište, zm. 17 sierpnia (4 sierpnia według kalendarza juliańskiego) 1908 w Belgradzie) – serbski pisarz, znany głównie z satyrycznych opowiadań.

## Życiorys
Urodził się w rodzinie nauczyciela we wsi Ovsište niedaleko Kragujevaca. Ukończył szkołę średnią w Kragujevacu, a potem wydział filozoficzny Belgradzkiej Wielkiej Szkoły. Jako nauczyciel języka serbskiego pracował w gimnazjach we Vranju, Leskovacu i Pirocie. Ze względu na swe przekonania polityczne był prześladowany i usuwany z pracy. Po upadku rządów króla Aleksandra Obrenowicia w 1903 roku, rozpoczął wydawanie pisma politycznego Stradija (1904–1905), na łamach którego podejmował aktualną tematykę społeczno-polityczną. Rozczarowany rzeczywistością zaczął prowadzić życie dekadenta.
Zadebiutował w 1893 r. publikując na łamach czasopism opowiadania o tematyce wiejskiej i bajki dla dzieci. Za najcenniejsze w jego twórczości uznawane są satyryczne opowiadania, ukazujące w krzywym zwierciadle ustrój społeczny, polityczny i kulturę państwa serbskiego za panowania Aleksandra Obrenowicia.
Istnieje Fundacja im. Radoje Domanovicia, które przyznaje nagrodę imienia pisarza.